# Рижський Іван Степанович
Іва́н Степа́нович Ри́жський (7 (18) вересня 1759, Рига — 14 (26) березня 1811, Харків) — український і російський філософ, логік і мовознавець, колезький радник, член Імператорської Російської Академії, ординарний професор та перший ректор Харківського університету.

## Біографія
Народився в місті Рига в родині священнослужителя. Освіту здобув у Псковській духовній семінарії, а згодом у Троїце-Сергієвській духовній семінарії. У 1779—1786 рр. був наставником і викладав риторику, поезію, історію та філософію у Троїце-Сергієвській духовній семінарії.
з 11 квітня 1785 р. — губернський секретар.
Від 1 жовтня 1786 р. призначений викладачем гірничого училища (згодом перейменоване у Санкт-Петербурзький гірничий кадетський корпус). У ньому Рижський викладав у вищих класах латинську мову, історію, географію, риторику, логіку. Керував перекладами з французької на російську мову книг із гірничої справи. З 1797 р. був помічником інспектора Корпусу.
З 27 вересня 1799 р. по 4 липня 1801 р. був штатним секретарем Святійшого Синоду, при призначенні на службу був присвоєний чин колезького асесора. З 4 липня 1801 р. по 1 квітня 1803 р. був членом Державної Берг-колегії. Водночас продовжував викладацьку діяльність.
3 травня 1802 р. йому присвоєно звання доктора філософії за науково-літературні праці, того ж дня був обраний в члени Імператорської Російської Академії.
7 лютого 1803 р. був запрошений графом С. А. Потоцьким, який вступав на посаду попечителя Харківського навчального округу, та ініціатором заснування Харківського університету В. Н. Каразіним, на посаду ординарного професора російської словесності та красномовства Харківського університету.
11 квітня 1804 р. на першому засіданні створеного Потоцьким університетського комітету професорів був обраний його головою. Комітет вирішував широке коло навчальних та господарських питань, що поставали у зв'язку з підготовкою до відкриття університету.
У день відкриття Університету, 17 січня 1805 р., Ризький виголошував промову «Про витончені науки». Наступного дня на першому засіданні Ради, яке відбулося для обрання ректора та інших посадових осіб, Ризький був обраний ректором на перший університетський рік. Затверджений в цьому званні 25 лютого. Обирався ректором шість разів (у 1805—1806 і 1808—1811 роках, вибори проводилися щорічно).
Деякий час був деканом відділення словесних наук (словесного факультету) і секретарем Ради. Читав лекції з теорії словесності, першим у російських університетах почав читати курс історії російської літератури.
Ректор і професор Харківського університету, Рижський доклав багато сил до підготовки національних наукових кадрів і збереження писемних історичних пам'яток українського народу.

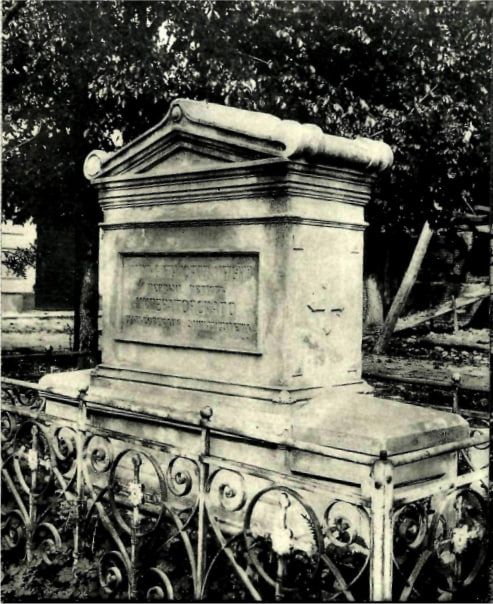
Могила Івана Рижського при Каплунівській церкві

Від 1809 р. — колезький радник.
Помер у 1811 р. у Харкові. Похованний в огорожі церкви на Каплуновському кладовищі за кошти університету.. Того ж року у Харкові була видана брошура «Звістка про життя і смерті професора Імператорського Харківського Університету Івана Степановича Ризького».

## Наукова та літературна діяльність
Розробляв філософські питання мови й мислення, естетики, теорії літератури та історії. Його праці містять прогресивні для того часу ідеї. Фундаментальна праця «Умословие, или Умственная философия» присвячена проблемі теорії пізнання й логіки, особливо докладно висвітлено вчення про форми мислення, індуктивний метод. У праці «Введение в круг словесности» (1806) Рижський уперше у вітчизняній лінгвістиці розглянув найважливіші питання мовознавства: походження мови, закономірності розвитку, структури, роль мови в суспільному житті.
Матеріаліст у розумінні явищ природи, Рижський визнавав визначальний вплив матеріального світу на свідомість людини. Вважав, що ми не можемо мати ніякого уявлення про речі, що перебувають поза нами, до того, як вони якось не подіють на наші почуття. На думку вченого, будь-яке пізнання починається з відчуття, проте ніколи не зупиняється на цьому рівні розвитку.
Найвідомішими працями І. С. Рижського є: «Опыт риторики» (1805), «Введение в круг словесности» (1806), «Наука стихотворства» (1811), за якими навчалися студенти не лише Харківського, але й Московського, Казанського університетів.
Рижський заперечував проти абсолютизації ролі раціонального елемента у процесі пізнання. Він доводив, що лише у нерозривній єдності чуттєвого й раціонального елементів можна осягнути сутність явищ. Виступав проти відриву духовної діяльності людей, зокрема мистецтва, від світу природи й історії народу.
Досліджуючи роль мови в пізнавальній діяльності людини, а також походження мов і деякі закономірності їх розвитку, Рижський виходив із визначення безпосередньої залежності понять від конкретних речей, оскільки будь-яке зображення своїм початком або джерелом має річ, яка зображується.
Слово й мова були надзвичайно важливими чинниками, що об'єднували людей, забезпечували спроможність використовувати наукові відкриття та досягнення попередніх поколінь.
У збагаченні мови на підставі вивчення природи й життя кожного народу, у взаємозбагаченні мов і культур різних народів учений вбачав одну з найважливіших передумов подальшого прогресу цивілізації. Рижський вважав, що предмет мистецтва, а також основні естетичні категорії є незмінними та вічними. Змін можуть зазнати лише можливості людини виявити та зрозуміти суть прекрасного в природі та мистецтві. Людина, будучи невід'ємною частиною природи, має властивість відображати її за допомогою розуму та почуттів, і саме цей акт складає фундамент мистецького наслідування природи. Здійснюючи подібний акт, митець може «прикрашати і навіть переробляти її (природу) на свій смак». Тобто йдеться про такі властивості творчого процесу, як фантазія, художній домисел, прямо пов'язані з мірою таланту автора. Цікавою є думка Рижського про переваги свого, національного в житті та творчості, оскільки «нерозумно нехтувати своє власне, якщо воно ні в чому не поступається чужому».
Рижський першим у російських університетах читав курс історії російської літератури.

### Послідовники
Послідовниками й учнями Рижського були Ізмаїл Срезневський, М. Пасен де Совіньї, Євграф Філомафітський, В. Джунковський, А. Могилевський та інші. Його вплив є помітним й у виданих у Харкові навчальних посібниках А. Могилевського «Риторика» (1817 p.), І. Срезневського «Опыт краткой риторики» (1822 р.), В. Джунковського «Об изящных художествах у греков и их влияние на нравственность» (1819 р.). Учні Рижського поділяли його думки про високе призначення мистецтва, його важливу місію в процесі морального й естетичного виховання особистості, загартуванні характеру, розвитку благородних почуттів.

## Нагороди
- Орден Святої Анни другого класу (1807)[5]

## Основні праці
- Сокращение богослужения древних римлян с кратким вступлением, содержащим некоторые древности, касающиеся до города Рима. — М. : Тип. ун-та, 1784.
- Политическое состояние Древнего Рима, или основания правления, бывшего в Древнем Риме во время царей, республики и императоров. — М. : Комп. тип., 1787.
- Умословие, или Умственная философия, написанная в Санкт-Петербургском горном училище в пользу обучающегося в нем юношества. — СПб., 1790.
- Опыт риторики, сочиненный и преподаваемый в Санкт-Петербургском горном училище. — СПб. : При корпусе чужестран. единоверцев, 1796.
- Введение в круг словесности, сочиненное в Харьковском университете и служившее руководством бывших в оном в 1805-го года публичных чтений, предшествовавших науке красноречия: в 2 ч. — Х. : Тип. ун-та, 1806. — 108 с., IV с.
- О состоянии славянского языка в древние времена: речь, произнесенная… 30 июня 1808 г. — Х. : Тип. ун-та, 1808.
- О том, что внимательное упражнение в российском слове внушает любовь к Отечеству: речь. — Х. : Тип. ун-та, 1809.*
- Наука стихотворства. — СПб. : Изд. Рос. акад., 1811. — 353 с.
- Введение в круг словесности, сочиненное в Харьковском университете и служившее руководством бывших в оном в 1805-го года публичных чтений, предшествовавших науке красноречия. — Х. : Тип. ун-та, 1822.